# Anthropologie structurale
Pour l’article homonyme, voir Anthropologie structurale (homonymie).

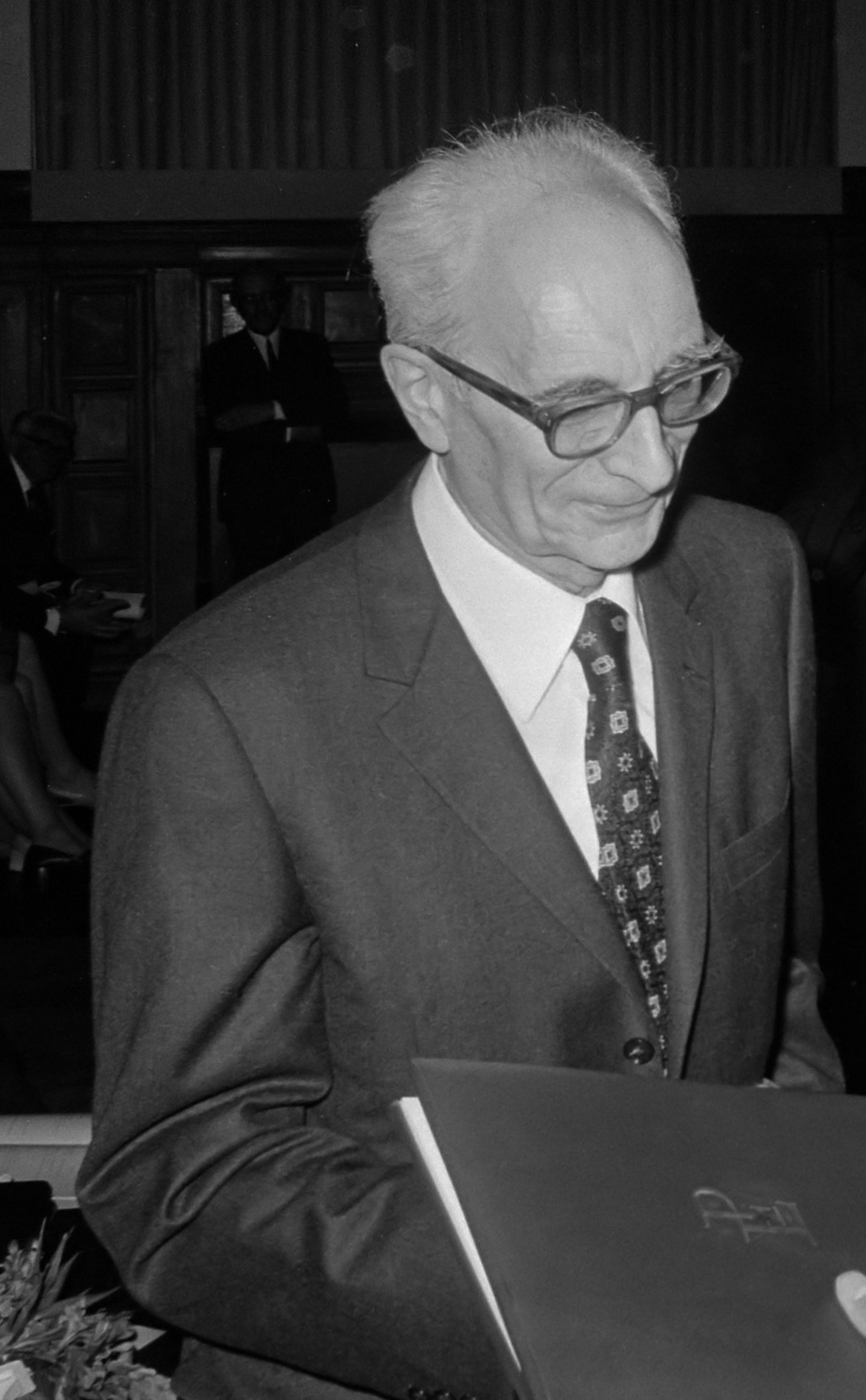
Claude Lévi-Strauss en 1973

L’anthropologie structurale est une des branches fondatrices du paradigme structuraliste en anthropologie, développée à partir des années 1940 par l’ethnologue Claude Lévi-Strauss dont elle constitue l’œuvre majeure. Important en France, le terme à l'époque anglo-saxon d'anthropologie sociale (comme science générale de la société), elle vise à appliquer à cette discipline le concept à l'époque naissant de structuralisme, c'est-à-dire à expliquer la diversité des faits de société par la combinatoire d'un nombre limité de possibilités logiques liées à l'architecture du cerveau humain, en rupture avec les courants dominants de cette époque en ethno-anthropologie: évolutionnisme, diffusionnisme, culturalisme, fonctionnalisme. Elle utilise les principes généraux des sciences dites fondamentales, appréhendant une société en tant que système complexe doué de propriétés autonomes invariables (« structurales ») découlant des relations entre les éléments (les individus) qui le composent, non déductibles de l’étude de ces seuls individus et non perceptibles consciemment a priori par eux.
Les termes d’analyse (ou méthode) structurale en anthropologie ont souvent été employés indifféremment comme synonymes d’anthropologie structurale par Lévi-Strauss lui-même, qui les a fixés comme titres de plusieurs de ses articles et ouvrages. Aujourd'hui, ces différents termes restent attachés à son nom et continuent de désigner son œuvre générale et sa méthodologie, outre ses publications éponymes (Anthropologie Structurale et Anthropologie structurale deux, notamment). Pour désigner globalement l'utilisation du paradigme structural en anthropologie, chez d'autres auteurs par exemple, le terme habituellement employé est celui de structuralisme en anthropologie.
L’anthropologie structurale, issue à l'origine de filiations intellectuelles diverses d'orientation holiste (sociologie durkheimienne, ethnologie maussienne, linguistique saussurienne, phonologie, sciences naturelles, mathématiques), va progressivement développer un paradigme scientifique émergentiste très proche du courant systémique et du cognitivisme qui se constituent à la même époque, par sa prise en compte de la dialectique structure (synchronie) / histoire (diachronie), des relations au sein du système et entre systèmes, et son ambition de décrire les « enceintes mentales » humaines au sein d'une vaste science de l'homme.
Bien que Lévi-Strauss ait utilisé à ses débuts le terme de structuralisme et fait référence à la linguistique structurale, il s'est fermement et précocement, dès les années 1950, dissocié de la récupération de ses méthodes d'analyses par un vaste mouvement intellectuel transdisciplinaire d'inspiration formaliste et sémiologique, qui va capter le nom générique de structuralisme et connaître dans les années 1960 un immense succès médiatique, intellectuel et politique. Lévi-Strauss abandonnera d'ailleurs dans les années 1970 toute référence à la notion de structure, pour marquer la différence majeure de paradigme qui le sépare de l'évolution politisée et ultra-formaliste du structuralisme dit généralisé.

## Place dans l’œuvre de Lévi-Strauss
L’œuvre de Lévi-Strauss, pour l’anthropologue Maurice Godelier qui fut son élève, a principalement exploré cinq domaines : l’un méthodologique que représente l’anthropologie structurale ; et quatre domaines constituant une application du premier parmi des thématiques classiques de l’anthropologie : la parenté, les mythes et la pensée mythique, l’art, ainsi que l’histoire et la prospection (analyse du futur).
Le présent article traite principalement de l’aspect méthodologique de l’anthropologie structurale. Concernant son application à la parenté, voir l’article théorie de l'alliance ; concernant son application à l’étude des mythes, voir l’article Claude Lévi-Strauss et l'article mythologie.
C'est assez précocement dans sa carrière, à partir de la deuxième moitié des années 1940 et à côté de ses travaux sur la parenté (il soutient en 1949 sa thèse de philosophie sur Les Structures élémentaires de la parenté), que Lévi-Strauss a commencé à détailler les fondements de la méthode structurale qu’il entend développer en anthropologie. Plusieurs ouvrages et articles de cette époque font ainsi figures de « manifestes structuraux »,: L’analyse structurale en linguistique et en anthropologie (article, 1945), Introduction à l’œuvre de Marcel Mauss (1950), La notion de structure en ethnologie (article, 1952).
Par la suite, à côté des grands thèmes anthropologiques où il applique sa méthode (parenté, mythes, totémisme, puis système à maison), Lévi-Strauss continuera tout au long de sa carrière de publier des articles méthodologiques, dans lesquels il affine les aspects fondamentaux de son grand projet scientifique. Il rassemblera au fur et à mesure ces différents articles dans trois livres constituant une suite cohérente : Anthropologie Structurale (1958), Anthropologie Structurale deux (1973), et enfin Le regard éloigné (1983) qui d'après l'auteur dans la préface, aurait pu s'appeler Anthropologie structurale trois.

## Place au sein du structuralisme
À partir des années 1950, et particulièrement avec le succès de son livre Tristes Tropiques en 1955, Lévi-Strauss est confronté à une récupération et à une diffusion massive de sa méthode par des auteurs venus d’horizons variés et relayés par les médias, ne partageant pas le plus souvent ses visées holistes ni son intérêt pour les sciences naturelles. Ces auteurs, souvent politiquement engagés, reprennent pour la plupart la conception formaliste de la structure selon la filiation linguistique saussurienne, en l'appliquant à différents domaines au sein d'un structuralisme dit généralisé: sémiotique (Greimas), critique littéraire (Barthes), philosophie (Foucault, Althusser), psychanalyse (Lacan),. L'historien F.Dosse voit dans ce débordement du paradigme anthropologique initial par le structuralisme, et l'irruption de ce dernier dans les années 1960 sur la scène médiatique et publique, des causes complexes touchant à l'histoire de la longue durée, dans une période de recomposition rapide de la société et du champ politique: « le structuralisme fut un moment particulier de l'histoire de la pensée, que l'on peut qualifier de temps fort de la conscience critique », une « quête majeure d'une issue au désarroi existentiel, [...] alternative à la vieille métaphysique occidentale », au sortir de la seconde guerre mondiale. Lévi-Strauss a constamment cherché à se tenir à distance de cette mouvance, s'éloignant notamment de Lacan à partir de 1965 :

« Lévi-Strauss, considéré malgré lui comme le « pape » du structuralisme, a été sommé de s’expliquer sur des domaines de savoir qui ne lui étaient pas familiers, sur des méthodes où il ne pouvait plus reconnaître les siennes, sur des prises de position qui n’avaient rien à voir avec le caractère technique de ses recherches et finalement sur des modes intellectuelles dont il a très vite compris à quel point elles pouvaient, dans l’esprit du public comme auprès de la communauté savante, être nuisible à la rigueur et à l’évaluation sereine de son travail. »

Les choix méthodologiques de Lévi-Strauss, sensibles dans la définition de la structure (par opposition à la forme) comme dans le rapport au temps (synchronie/diachronie), le différencient en effet radicalement  de ce structuralisme généralisé en lequel il voit en 1965 « un jeu de miroirs, où il devient impossible de distinguer l’objet de son retentissement symbolique dans la conscience du sujet. […] Comme manifestation particulière de la mythologie de notre temps, elle se prête fort bien à l’analyse, mais au même titre et de la même façon qu’on pourrait, par exemple, interpréter de façon structurale la lecture des tarots, du marc de café ou des lignes de la main : pour autant qu’il s’agit là de délires cohérents ».

## Historique et filiations intellectuelles
Lévi-Strauss lui-même, dans l’introduction d’un article intitulé Les Mathématiques de l’Homme fait remonter jusqu’à l’antiquité grecque les problématiques qu’il aborde avec l’anthropologie structurale, et qu’il a d’emblée cherché à intégrer dans un cadre scientifique de portée générale :

« Tout se passe, dans l’histoire de la science, comme si l’homme avait aperçu très tôt le programme de ses recherches et, celui-ci fixé, avait passé des siècles à attendre d’être capable de le remplir. Dès le début de la réflexion scientifique, les philosophes grecs se sont posé les problèmes physiques en termes d’atome ; vingt-cinq siècles plus tard, et sans doute d’une manière qu’ils n’avaient pas escomptée, nous commençons à peine à meubler les cadres qu’ils avaient jadis. »

### Historique de la notion de structure
La notion de structure, issue historiquement de l’architecture pour désigner la façon dont est organisée une construction, est apparue dans les sciences de la terre puis s’est progressivement élargie aux sciences du vivant à mesure que se sont constituées ces disciplines entre les XVIIe et le  XIXe siècles. La structure vient peu à peu désigner, en biologie, la manière dont les parties d’un être concret s’organisent en une totalité douée de propriétés autonomes. Elle se rapproche en ce sens de la notion philosophique classique de déterminisme, également intégrée à cette époque dans la construction des différentes disciplines scientifiques. La philosophie et la logique leibniziennes, et notamment la position innéiste défendue dans les Nouveaux Essais sur l’entendement humain, sont elles aussi souvent considérées comme une des grandes sources d’inspiration de l’anthropologie structurale lévi-straussienne.
Lorsque se constituent académiquement les sciences sociales dans le courant positiviste et matérialiste du XIXe siècle, la démarche globalisante y fait logiquement son apparition, par emprunt aux autres disciplines scientifiques. Elle ne prend que lentement et tardivement le nom de structure et/ou de démarche structurale. La méthode scientifique globalisante (holiste) s’étend cependant de façon large en sociologie avec Auguste Comte puis Emile Durkheim, en ethnologie avec Marcel Mauss. Ces auteurs affirment leur ambition de traiter chaque phénomène collectif comme un tout non réductible à la somme de ses parties et doué de propriétés autonomes que ne possèdent pas les parties : un « fait social total » pour Durkheim (par exemple dans Le Suicide) et Mauss (Essai sur le don).
C’est à partir de la linguistique que la notion de structure commence à diffuser dans les sciences humaines et sociales, avec Ferdinand de Saussure (qui emploie cependant très rarement le terme de structure), puis surtout avec le Cercle linguistique de Prague qui substitue la notion de structure à celle saussurienne de système (Nicolaï Troubetzkoy, Sergeï Karcevski, Roman Jakobson). La première version du manifeste de ce cercle en 1929 mentionne le terme de structure, et ouvre son programme explicitement structural. Dix ans plus tard est créé le Cercle linguistique de Copenhague et sa revue Acta linguistica par le linguiste danois Louis Hjelmslev, reprenant la « linguistique structurale » comme programme fondateur. Les mathématiciens interviennent également dans ce mouvement intellectuel, notamment avec la fondation à Paris en 1934 du groupe Bourbaki, qui contribue à mettre au centre de sa discipline la notion de structure.
C’est donc surtout dans l’Europe orientale et en France que l’approche holiste de la structure connaît le succès à cette époque, tandis que dans les pays anglo-saxons prospère dans les années une méthode beaucoup plus descriptive et empirique, qui fait de la structure sociale la simple somme des relations individuelles, visible déjà à la simple observation empirique : culturalisme aux États-Unis (Franz Boas, Ruth Benedict), fonctionnalisme (Bronislaw Malinowski) ou structuro-fonctionnalisme (Radcliffe-Brown : « On social structure ») au Royaume-Uni. La confrontation la plus directe entre les deux approches va éclore aux États-Unis à la fin des années 1939, lorsque nombre des auteurs « structuralistes » Est-européens et Français émigrent vers les États-Unis.

### Filiation phonologique
Réfugié aux États-Unis entre 1941 et 1944, c’est ainsi auprès des anthropologues héritiers de l’école historique allemande et autrichienne (Robert Lowie, Alfred Kroeber, Franz Boas) que Lévi-Strauss puise l’idée d’une structure inconsciente des phénomènes collectifs tels que la parenté. Cette conviction méthodologique va s'épanouir particulièrement à partir de 1942 grâce à la collaboration du jeune ethnologue à New York dans le cadre de l’École libre des hautes études avec le linguiste et phonologue d’origine russe Roman Jakobson. La découverte de ces travaux structuraux de la phonologie, dans lesquels Jakobson et Troubetzkoï développent et systématisent les acquis de Saussure en linguistique mais aussi de Franz Boas en anthropologie, sont pour Lévi-Strauss un "éblouissement" intellectuel, la révélation soudaine des instruments qui manquaient à ses préoccupations et intuitions de toujours. Il reconnaîtra cette dette intellectuelle en 1945 dans l'article L’analyse structurale en linguistique et en anthropologie (chap.II de Anthropologie Structurale), évoquant notamment un article de 1933 de Troubetzkoï qu’il qualifie « d’article programme », où il voit un événement de grande importance dans les sciences de l’Homme.
L’originalité de la démarche structurale de Lévi-Strauss va donc être de fusionner deux filiations intellectuelles sans lien entre elles jusqu'alors, et faisant un usage très différent du terme de structure: il va introduire la méthode de raisonnement de la phonologie dans l'anthropologie descriptive et fonctionnaliste des anglo-saxons.
Cependant, aussi capital qu'ait été le rôle de la phonologie et de la linguistique pour Lévi-Strauss, ces deux disciplines ne sont pour l'ethnologue, bien décidé à tracer dès les années 1940 sa propre voie sans « changer de métier », qu'un révélateur, une source d'inspiration. Elles lui fournissent des outils, des exemples, l'aident à construire des modèles à partir de ses intuitions, mais il va dès cette époque s'aider d'autres sources d'inspiration qui le maintiendront au plus près de l'environnement naturel concret des sociétés qu'il étudie.

### Filiation naturaliste

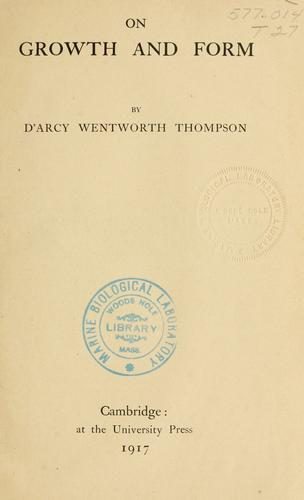
Couverture de la 1re édition de "On Growth and Form" par D'Arcy Wentworth Thompson, 1917

Moins connues chez Lévi-Strauss que la filiation linguistique, les sciences naturelles sont pour l'ethnologue une préoccupation de toujours et vont rapidement le différencier des autres structuralistes restés pour l'essentiel attachés au formalisme linguistique saussurien :

« Les sciences de la nature traditionnelles - zoologie, botanique, géologie -, m'ont toujours fasciné, comme une terre promise où je n'aurais pas la faveur de pénétrer. [...] Depuis le moment où j'ai commencé à écrire Le Totémisme et la Pensée Sauvage jusqu'à la fin des Mythologiques, j'ai vécu entouré de livres de botanique, de zoologie... Cette curiosité remonte d'ailleurs à mon enfance. »

À New-York au début des années 1940, Lévi-Strauss découvre l'ouvrage On Growth and Forms (1917) de D'Arcy Wentworth Thompson, qui va constituer à côté des travaux de Jakobson l'autre apport majeur de cette période où prend naissance sa méthodologie structurale. Le naturaliste écossais y interprète « comme des transformations les différences apparaissant entre les espèces animales ou végétales d'un même genre ». Cette inspiration naturaliste, que Lévi-Strauss fait également remonter à Goethe et Cuvier, reviendra régulièrement dans son œuvre, et va être à l'origine du concept de transformation, fondamental dans l'anthropologie structurale lévi-straussienne.

### Autres sources
À l’approche descriptive anglo-saxonne, la méthode structurale lévi-straussienne oppose dès ses débuts une conception systémique qui fait de la structure collective une entité autonome dotée de capacités propres, opérant à l’insu des consciences individuelles, et accessibles seulement par un travail approfondi de construction de modèles. Cette scientificité précocement revendiquée s’inscrit pleinement dans l’environnement intellectuel des mathématiques (Lévi-Strauss sollicite dans le cadre de sa thèse André Weil, mathématicien lui aussi émigré à New York et membre fondateur du groupe Bourbaki, pour résoudre avec la théorie des groupes une énigme sur les règles de mariage), de la physique, et de la psychologie (Piaget), préparant l’avènement de la systémique dans les années 1950 aux États-Unis, autour de la cybernétique et de la théorie de l’information. Bien que poursuivant sa propre filiation intellectuelle, Lévi-Strauss fera régulièrement référence dans son œuvre à ces disciplines techniques avec lesquelles il partage ses outils conceptuels ainsi que la notion de système : « le langage se trouve aussi relever de cette théorie des servo-mécanismes, toute pénétrée de considérations biologiques, devenue célèbre sous le nom de cybernétique. Ainsi donc, dans l’espace de quelques années, des spécialistes aussi éloignés en apparence les uns des autres que les biologistes, les linguistes, les économistes, les sociologues, les psychologues, les ingénieurs des communications et les mathématiciens, se retrouvent subitement au coude-à-coude et en possession d’un formidable appareil conceptuel dont il découvrent progressivement qu’il constitue pour eux un langage commun. » « Les recherches structurales sont apparues dans les sciences sociales comme une conséquence indirecte de certains développements des mathématiques modernes […] dans divers domaines : logique mathématique, théorie des ensembles, théorie des groupes et topologie […], Cybernetics de Norbert Wiener. » Parmi les inspirateurs moins connus de l’anthropologie structurale lévi-straussienne figurent également :
- Marcel Granet, sinologue français réputé, mort en 1940, à qui Lévi-Strauss rend hommage dans les Structures élémentaires de la parenté non sans y critiquer abondamment sa conception de la parenté, ce qui donnera lieu à de nombreux commentaires[1];
- Georges Dumézil, dont Lévi-Strauss, de 10 ans le cadet, découvre dans les années 1930 le comparatisme mythologique, linguistique et religieux; il fait sa connaissance en 1946, entamant une longue complicité intellectuelle[28] ; l’anthropologue verra même en Dumézil « l’initiateur de la méthode structurale[29] »;
- Jean-Jacques Rousseau: dans un discours prononcé à Genève en 1962, publié ultérieurement comme chapitre II de Anthropologie structurale deux (1973) et intitulé : « Jean-Jacques Rousseau, fondateur des sciences de l’homme », Lévi-Strauss rend hommage au travail d’enquêteur de terrain du philosophe genevois, véritable œuvre d’ethnologue avant l’heure, et à sa capacité rare de décentrement de ses propres perceptions sensibles, d’objectivation de l’observation et de mise à distance du cogito cartésien encore très prégnant dans la pensée de son époque :

« Descartes croit passer directement de l’intériorité d’un homme à l’extériorité du monde, sans voir qu’entre ces deux extrêmes se placent des sociétés, des civilisations, c’est-à-dire des mondes d’hommes. Rousseau qui, si éloquemment, parle de lui à la troisième personne […] anticipant ainsi la fameuse formule « je est un autre » […] s’affirme le grand inventeur de cette objectivation radicale […] : « je ferai sur moi à quelque égard les opérations que font les physiciens sur l’air pour en connaître l’état journalier ». »

## Définitions
Une des toutes premières définitions formalisées de l’anthropologie structurale par Lévi-Strauss concerne la parenté, et figure dès ce premier grand texte « programmatique » de 1945 qu’est L'analyse structurale en linguistique et en anthropologie (chap.II de Anthropologie structurale). Reprenant le modèle linguistique (phonologique) pour le dépasser, et s’appuyant sur l’analyse des niveaux dits d’appellations et d’attitude déjà décrits dans les systèmes de parenté par ses prédécesseurs, Lévi-Strauss éclaire la compréhension comparative de diverses ethnographies classiques (Trobriand, Siuai, Tcherkesses, Tonga, Lac Kutubu) en introduisant dans le groupe familial type le terme d’oncle maternel et la relation d’avunculat, pour construire son premier grand modèle structural resté depuis célèbre : « Cette structure repose elle-même sur quatre termes (frère, sœur, père, fils), unis entre eux par deux couples d’opposition corrélatives, et tels que, dans chacune des deux générations en cause, il existe toujours une relation positive et une relation négative. […] Cette structure est la structure de parenté la plus simple qu’on puisse concevoir et qui puisse exister. C’est à proprement parler l’élément de parenté. » Loi générale applicable à de nombreux exemples, relations privilégiées par rapport aux termes, systèmes dépassant la conscience des individus, les grands principes de l’anthropologie structurale y sont déjà réunis en une « logique : un système de différences et une dynamique des régularités dans les relations de parenté. Leur analyse peut sous ce rapport prétendre au même degré de scientificité que celle revendiquée par la linguistique ».
Une définition plus tardive de la méthode structurale par Lévi-Strauss, également restée célèbre et illustrant ses liens étroits avec la démarche intellectuelle générale des sciences fondamentales, est celle figurant dans Tristes Tropiques (1955), son livre le plus diffusé : « L’ensemble des organisations sociales d’un peuple est toujours marqué par un style, elles forment des systèmes. Je suis persuadé que ces systèmes n’existent pas en nombre illimité, et que les sociétés humaines comme les individus [...] ne créent jamais de façon absolue, mais se bornent à choisir certaines combinaisons dans un répertoire idéal qu’il serait possible de reconstituer. En faisant l’inventaire de toutes les organisations sociales observées, de toutes celles imaginées [...] on parviendrait à dresser une sorte de tableau périodique comme celui des éléments chimiques, où toutes les organisations réelles ou simplement possibles apparaîtraient groupées en familles, et où nous n’aurions plus qu´à reconnaître celles que les sociétés ont effectivement adoptées. »

## Principes théoriques
À l’origine du travail de Lévi-strauss sur la notion de structure se trouve l’insatisfaction de l’ethnologue français quant à la définition du terme de « structure » dans l’ethnologie et l’anthropologie telles qu’il les découvre à partir de la fin des années 1930 : « L’anthropologie serait plus avancée si ses tenants avaient réussi à se mettre d’accord sur le sens de la notion de structure, l’usage qu’on peut en faire, et la méthode qu’elle implique ». L’ambition de Lévi-Strauss est donc de portée très générale, revisitant les bases méthodologiques de ces disciplines à leur niveau le plus fondamental, celui des oppositions intellectuelles très anciennes que la philosophie désigne classiquement sous les termes de structure et conjoncture, inné et acquis, nécessité et contingence, ou encore déterminisme et aléa.
Initialement, au début des années 1940, Lévi-Strauss reprend les principes fondamentaux de la linguistique et de la phonologie structurales, consistant à étudier des faits :
- à leur niveau non conscient, objectif, en rupture avec les disciplines des sciences sociales cantonnées jusqu’à là à l’étude des faits consciemment perçus par les individus (indigènes ou informateurs),
- en privilégiant les relations entre les termes (ou éléments), et non plus seulement ces termes eux-mêmes,
- sous l’angle de leur système d’appartenance, ensemble dynamique où évoluent ces termes et leurs relations réciproques,
- par l’intermédiaire de lois générales, universelles, qu’il s’agit de formuler à la fois par une démarche inductive et déductive.
Lévi-Strauss va cependant préciser sa méthode, en 1952, dans une communication orale en anglais, qui va devenir un texte fondateur de l’anthropologie structurale avec sa reprise en 1958 dans Anthropologie structurale sous le titre La notion de structure en ethnologie. Lévi-Strauss y concède, en prenant l’exemple de Radcliffe-Brown, que son désaccord avec la tradition anglo-saxonne, du fait de la confusion des usages de la structure, est loin d’être évident à première vue. Il n’est pas le premier en effet à ambitionner d’appliquer aux sciences sociales le modèle des sciences dites naturelle, c’est-à-dire la recherche de la part du variable et de l’invariable dans l’analyse de toute réalité apparente : « que ce soit en linguistique ou en anthropologie, la méthode structurale consiste à repérer des formes invariantes au sein de contenus différents ». Il reconnaît que bien des ethnologues avant lui (anthropologues à l’époque aux États-Unis et Angleterre) ont décrit  des invariants, et il rejoindrait volontiers, à première lecture, les conclusions brillantes portées en matière de parenté par Radcliffe-Brown, qui a largement associé à son nom le terme de « structure sociale » : « Il n’y a rien à ajouter à ce programme lucide […]. Sa découverte du système Kariera[Quoi ?], dans la région précise et avec toutes les caractéristiques postulées par lui avant même de se rendre en Australie, restera dans l’histoire de la pensée structuraliste, comme une mémorable réussite déductive (1930-1931) ».
Cependant Lévi-Strauss ajoute aussitôt, quelques lignes plus loin, que Radcliffe-Brown « se fait, des structures sociales, une conception différente de celle avancée dans le présent travail ». La différence est en effet de taille : l’anthropologie sociale anglo-saxonne que Lévi-Strauss découvre à New-York à partir de 1941 (voir § Historique de la notion de structure) ne croit pas à l’autonomie d’une société en tant que système, c’est-à-dire à la présence d’un déterminisme sous-jacent, et s’en tient par une profonde conviction méthodologique à une approche empirique et descriptive de la structure, qu’elle ramène à une organisation sociale, à un « conglomérat de relations de personne à personne », et par comparaison avec les sciences naturelles, à la « morphologie et à la physiologie descriptive ». Finalement, ce que décrit l’anthropologie sociale anglo-saxonne sous le terme de structure ne sont pour Lévi-Strauss que des formes apparentes, des régularités perceptibles consciemment, et même simplement des relations sociales, refusant (les anthropologues anglais surtout) l’idée même de culture : « Rien n’existe que des êtres humains, liés les uns aux autres par une série illimitée de relations sociales » écrit Radcliffe-Brown (cité Lévi-Strauss).
Complètement à l’opposé de cet individualisme méthodologique, Lévi-Strauss est quant à lui convaincu, dans la tradition holiste de Durkheim et Mauss, qu’il existe (et c’est ce qu’il entend par structure) un déterminisme sous-jacent au fonctionnement de tout groupe humain, indétectable à une analyse de surface et illisible (en général) à la conscience des individus de ce groupe. Individus et groupe (ou société) sont deux niveaux différents qui doivent être étudiés séparément, sans être cependant étanches : les échanges sont permanents d’une part entre les individus et le groupe, d’autre part entre les différents types de groupes (géographiques, culturels, familiaux, professionnels, économiques…). Le déterminisme (la structure) du niveau collectif « communique » avec les individus, comme les gènes avec le phénotype (ou expression de surface, en génétique).
Cette insistance dès 1952 sur la notion d’échange entre les différents niveaux du système social, à laquelle il consacre une longue partie de l’article La notion de structure en ethnologie en faisant notamment référence à la théorie de la communication, témoigne dès cette époque de la proximité de Lévi-Strauss avec le paradigme systémique et le holisme émergentiste.

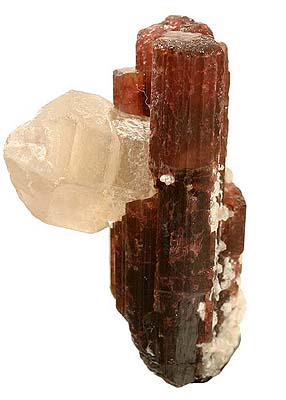
Une structure géologique: un Quartz à tourmaline

Parmi ce qu’il appelait ses trois « maîtresses », le marxisme, la psychanalyse et la géologie, c’est incontestablement à cette dernière que Lévi-Strauss est resté le plus fidèle : « Freud et Marx servirent de repère au jeune ethnologue en quête d’un modèle de « géologie humaine » : l’inconscient, d’un côté, les infrastructures, de l’autre, sont l’équivalent des couches géologiques qui soutiennent n’importe quel paysage. Mais ni Marx ni Freud ne jouent, pour Lévi-Strauss, le rôle de modèles ». Cette fidélité à la géologie rejoint l’intérêt jamais démenti de Lévi-Strauss pour les sciences naturelles et fondamentales, et son souci constant de vérification de ses hypothèses dans les domaines les plus variés : mathématiques, physique, géologie, neurosciences naissantes. Dans l’analyse structurale des mythes par exemple, il doit être tenu étroitement compte de l’environnement économique, technologique, climatique, botanique ou zoologique de la ou des sociétés considérées.
Doté de cette culture scientifique générale qu’il travaille régulièrement à étendre, Lévi-Strauss est bien au fait de la notion, devenue plus tard classique en systémique, de niveau de structuration du réel : en atomes, en molécules, en cellules vivantes (ou en cristal minéral), en organes (comme le cerveau), en organismes (individus), et enfin en groupes d’individus (société humaine par exemple), comme autant de systèmes dotés de règles invariantes (« structurales ») propres à chacun, et modifiables avec des interactions entre niveaux. Lévi-Strauss fournit, avec « l’efficacité symbolique » (la guérison par la cure chamanique) un exemple tout à fait caractéristique de cette hypothèse scientifique, concernant en l’occurrence une interaction entre d’une part le niveau « organisme humain », d’autre part le niveau sous-jacent (la partie inconsciente du cerveau) et le niveau sus-jacent (un récit collectif généré par la société à laquelle appartiennent le patient et le chaman) :« Que la mythologie du chaman ne corresponde pas à une réalité objective n’a pas d’importance : la malade y croit et elle est membre d’une société qui y croit. […] L’efficacité symbolique consisterait précisément dans cette « propriété inductrice » que possèderaient, les unes par rapport aux autres, des structures formellement homologues pouvant s’édifier, avec des matériaux différents, aux différents étages du vivant : processus organiques, psychisme inconscient, pensée réfléchie ».
Pour approcher ce déterminisme sous-jacent qu’est la structure du groupe, Lévi-Strauss utilise les mêmes concepts que les sciences naturelles : modèle, transformation et système, qu'il situe par opposition à la forme et dont il précise le rapport à la diachronie (déroulement historique).

### Structure et modèle
Le concept de modèle est central chez Lévi-Strauss, qui lui donne la même définition que celle utilisée par les sciences naturelles : un outil intellectuel permettant de se représenter et donc d’appréhender, sous-jacente à la réalité étudiée, une structure elle-même abstraite mais dont les manifestations sont très réelles. Cette représentation à l’aide du modèle n’est pas seulement intellectuelle, mais volontiers visuelle, spatiale : un graphe, un schéma, une carte. Le modèle est instrument d’approche, à caractère provisoire, qui s’il apparaît validement expliquer la réalité étudiée, est retenu alors plus définitivement sous le terme de structure.
Pour être valide, le modèle doit avoir été expérimenté, testé intellectuellement sur des situations réelles qu’il doit pouvoir expliquer efficacement. Il est établi non pas exclusivement par induction (étudier des cas particuliers pour un tirer des hypothèses) ou exclusivement par déduction (formuler des hypothèses puis les tester sur le réel), mais par inférence, c’est-à-dire utilisation conjointe d’inductions et de déductions, ou « allers-retours » entre hypothèses et réel. Comme l’illustre l’article de 1964 « Critères scientifiques dans les disciplines sociales et humaines », repris comme chapitre XVI de Anthropologie structurale deux (1973), Lévi-Strauss se montre donc d’une grande exigence  concernant le choix de l’objet d’étude : le modèle structural ne peut correspondre à n’importe quelle construction théorique, et doit satisfaire à des conditions rigoureuses, en particulier l’exhaustivité (le modèle doit rendre compte de tous les faits observés) et la prédictibilité (le modèle doit permettre d’anticiper les changements observés dans les faits). Lévi-Strauss rappelle régulièrement, comme impératif de rigueur dans la conduite de l’analyse structurale, le fait que toute réalité sociale ne s’y prête pas nécessairement, sans que rien (ou très peu de choses) ne permette de savoir a priori s’il existe une structure sous-jacente déterminant cette réalité, ou si celle-ci répond à un jeu de phénomènes aléatoires sans logique de système : « je suis tout prêt à admettre qu’il y a, dans l’ensemble des activités humaines, des niveaux qui sont structurables et d’autres qui ne le sont pas. Je choisis des classes des phénomènes, des types de sociétés, où la méthode est rentable. »
Ainsi la structure atomique, prototype du déterminisme fondamental de la matière ressenti par les savants dès l’Antiquité grecque mais radicalement inaccessible à l’échelle sensorielle humaine, a été représentée pendant plusieurs siècles sous différents modèles qui ont constitué autant de projections intellectuelles. La structure atomique a fini par s’imposer dans la communauté scientifique à l’époque moderne dans sa forme actuelle. De même, en biologie, l’ADN définit l’invariant de l’organisme (son génotype), et la construction protéique qui en découle définit la part variable ou phénotype.
Lévi-Strauss reviendra régulièrement au long de son œuvre sur la notion de modèle, à laquelle il consacre par exemple tout un chapitre du second volume de Anthropologie Structurale deux paru en 1973 (chap.VI, Sens et usage de la notion de modèle, à partir d’un article originellement en anglais datant de 1960). Comparant l’analyse structurale à un jeu de patience de type puzzle, il y insiste sur le fait que le modèle structural, en l’occurrence l’agencement logique des pièces entre elles, peut ne pas exister si le découpage a été aléatoire, et si à l’inverse il existe, il s’agit alors de faire apparaître la formule mathématique utilisée pour le découpage, clé de la structure : « informations sans correspondance perceptible avec le puzzle tel qu’il apparaît superficiellement au joueur, bien qu’elles seules puissent le rendre intelligible et fournir une méthode logique pour le résoudre ».

### Transformation et système
| Classification périodique des éléments (officielle) | Classification périodique des éléments (officielle) | Classification périodique des éléments (officielle)     | Classification périodique des éléments (officielle) | Classification périodique des éléments (officielle) | Classification périodique des éléments (officielle) | Classification périodique des éléments (officielle) | Classification périodique des éléments (officielle) | Classification périodique des éléments (officielle) | Classification périodique des éléments (officielle) | Classification périodique des éléments (officielle) | Classification périodique des éléments (officielle) | Classification périodique des éléments (officielle) | Classification périodique des éléments (officielle) | Classification périodique des éléments (officielle) | Classification périodique des éléments (officielle) | Classification périodique des éléments (officielle) | Classification périodique des éléments (officielle) | Classification périodique des éléments (officielle) | Classification périodique des éléments (officielle) | Classification périodique des éléments (officielle) |
| --------------------------------------------------- | --------------------------------------------------- | ------------------------------------------------------- | --------------------------------------------------- | --------------------------------------------------- | --------------------------------------------------- | --------------------------------------------------- | --------------------------------------------------- | --------------------------------------------------- | --------------------------------------------------- | --------------------------------------------------- | --------------------------------------------------- | --------------------------------------------------- | --------------------------------------------------- | --------------------------------------------------- | --------------------------------------------------- | --------------------------------------------------- | --------------------------------------------------- | --------------------------------------------------- | --------------------------------------------------- | --------------------------------------------------- |
|                                                     |                                                     | Nombre d'électrons dans la sous-couche en remplissage : |                                                     |                                                     |                                                     |                                                     |                                                     |                                                     |                                                     |                                                     |                                                     |                                                     |                                                     |                                                     |                                                     |                                                     |                                                     |                                                     |                                                     |                                                     |
| 1                                                   | 2                                                   |                                                         | 1                                                   | 2                                                   | 3                                                   | 4                                                   | 5                                                   | 6                                                   | 7                                                   | 8                                                   | 9                                                   | 10                                                  | 1                                                   | 2                                                   | 3                                                   | 4                                                   | 5                                                   | 6                                                   |                                                     |                                                     |
| l                                                   | l                                                   | 0                                                       | 0                                                   | 2                                                   | 2                                                   | 2                                                   | 2                                                   | 2                                                   | 2                                                   | 2                                                   | 2                                                   | 2                                                   | 2                                                   | 1                                                   | 1                                                   | 1                                                   | 1                                                   | 1                                                   | 1                                                   |                                                     |
| l                                                   | l                                                   | Bloc s                                                  | Bloc s                                              | Bloc d                                              | Bloc d                                              | Bloc d                                              | Bloc d                                              | Bloc d                                              | Bloc d                                              | Bloc d                                              | Bloc d                                              | Bloc d                                              | Bloc d                                              | Bloc p                                              | Bloc p                                              | Bloc p                                              | Bloc p                                              | Bloc p                                              | Bloc p                                              |                                                     |
| n                                                   |                                                     |                                                         |                                                     | Bloc d                                              | Bloc d                                              | Bloc d                                              | Bloc d                                              | Bloc d                                              | Bloc d                                              | Bloc d                                              | Bloc d                                              | Bloc d                                              | Bloc d                                              | Bloc p                                              | Bloc p                                              | Bloc p                                              | Bloc p                                              | Bloc p                                              | Bloc p                                              |                                                     |
| 1                                                   | K                                                   | H                                                       |                                                     | Bloc d                                              | Bloc d                                              | Bloc d                                              | Bloc d                                              | Bloc d                                              | Bloc d                                              | Bloc d                                              | Bloc d                                              | Bloc d                                              | Bloc d                                              |                                                     |                                                     |                                                     |                                                     |                                                     | He                                                  |                                                     |
| 2                                                   | L                                                   | Li                                                      | Be                                                  | Bloc d                                              | Bloc d                                              | Bloc d                                              | Bloc d                                              | Bloc d                                              | Bloc d                                              | Bloc d                                              | Bloc d                                              | Bloc d                                              | Bloc d                                              | B                                                   | C                                                   | N                                                   | O                                                   | F                                                   | Ne                                                  |                                                     |
| 3                                                   | M                                                   | Na                                                      | Mg                                                  | Bloc d                                              | Bloc d                                              | Bloc d                                              | Bloc d                                              | Bloc d                                              | Bloc d                                              | Bloc d                                              | Bloc d                                              | Bloc d                                              | Bloc d                                              | Al                                                  | SI                                                  | P                                                   | S                                                   | Cl                                                  | Ar                                                  |                                                     |
| 4                                                   | N                                                   | K                                                       | Ca                                                  | Sc                                                  | Ti                                                  | V                                                   | Cr                                                  | Mn                                                  | Fe                                                  | Co                                                  | Ni                                                  | Cu                                                  | Zn                                                  | Ga                                                  | Ge                                                  | As                                                  | Se                                                  | Br                                                  | Kr                                                  |                                                     |
| 5                                                   | O                                                   | Rb                                                      | Sr                                                  | Y                                                   | Zr                                                  | Nb                                                  | Mo                                                  | Tc                                                  | Ru                                                  | Rh                                                  | Pd                                                  | Ag                                                  | Cd                                                  | In                                                  | Sn                                                  | Sb                                                  | Te                                                  | I                                                   | Xe                                                  |                                                     |
| 6                                                   | P                                                   | Cs                                                      | Ba                                                  | 57 á 71                                             | Hf                                                  | Ta                                                  | W                                                   | Re                                                  | Os                                                  | Ir                                                  | Pt                                                  | Au                                                  | Hg                                                  | Tl                                                  | Pb                                                  | Bi                                                  | Po                                                  | At                                                  | Rn                                                  |                                                     |
| 7                                                   | Q                                                   | Fr                                                      | Ra                                                  | 89 á 103                                            | Rf                                                  | Db                                                  | Sg                                                  | Bh                                                  | Hs                                                  | Mt                                                  | Ds                                                  | Uuu                                                 | Uub                                                 | 113                                                 | Uuq                                                 | 115                                                 | Uuh                                                 | 117                                                 | Uuo                                                 |                                                     |

| Détail des lanthanides et actinides (Bloc f) | Détail des lanthanides et actinides (Bloc f) | Détail des lanthanides et actinides (Bloc f)            | Détail des lanthanides et actinides (Bloc f) | Détail des lanthanides et actinides (Bloc f) | Détail des lanthanides et actinides (Bloc f) | Détail des lanthanides et actinides (Bloc f) | Détail des lanthanides et actinides (Bloc f) | Détail des lanthanides et actinides (Bloc f) | Détail des lanthanides et actinides (Bloc f) | Détail des lanthanides et actinides (Bloc f) | Détail des lanthanides et actinides (Bloc f) | Détail des lanthanides et actinides (Bloc f) | Détail des lanthanides et actinides (Bloc f) | Détail des lanthanides et actinides (Bloc f) | Détail des lanthanides et actinides (Bloc f) | Détail des lanthanides et actinides (Bloc f) |
| -------------------------------------------- | -------------------------------------------- | ------------------------------------------------------- | -------------------------------------------- | -------------------------------------------- | -------------------------------------------- | -------------------------------------------- | -------------------------------------------- | -------------------------------------------- | -------------------------------------------- | -------------------------------------------- | -------------------------------------------- | -------------------------------------------- | -------------------------------------------- | -------------------------------------------- | -------------------------------------------- | -------------------------------------------- |
|                                              |                                              | Nombre d'électrons dans la sous-couche en remplissage : |                                              |                                              |                                              |                                              |                                              |                                              |                                              |                                              |                                              |                                              |                                              |                                              |                                              |                                              |
|                                              |                                              | 1                                                       | 2                                            | 3                                            | 4                                            | 5                                            | 6                                            | 7                                            | 8                                            | 9                                            | 10                                           | 11                                           | 12                                           | 13                                           | 14                                           | 15                                           |
| n                                            |                                              |                                                         |                                              |                                              |                                              |                                              |                                              |                                              |                                              |                                              |                                              |                                              |                                              |                                              |                                              |                                              |
| 6                                            | P                                            | LA                                                      | Ce                                           | Pr                                           | Nd                                           | Pm                                           | Sm                                           | Eu                                           | Gd                                           | Tb                                           | Dy                                           | Ho                                           | Er                                           | Tm                                           | Yb                                           | Lu                                           |
| 7                                            | Q                                            | Ac                                                      | Th                                           | Pa                                           | U                                            | Np                                           | Pu                                           | Am                                           | Cm                                           | Bk                                           | Cf                                           | Es                                           | Fm                                           | Md                                           | No                                           | Lr                                           |

Chez Lévi-Strauss, la notion de système est bien différenciée de celle de structure, et étroitement liée à celle de transformation. Le système (social) est une modélisation de la réalité (en société), sous la forme d’un ensemble composé d’éléments entretenant entre eux des relations. La structure en revanche, découverte au terme du raisonnement structural (au moyen des modèles), se réduit par définition à celle des configurations éléments/relations qui ne varie pas d’un système à l’autre au sein du même groupe de système. Le passage d’un système à un autre au sein de ce groupe, ou permutation de termes et de relations s’articulant autour de l’invariant que constitue la structure, définit le concept naturaliste de transformation très souvent utilisé par Lévi-Strauss (sur la base des travaux en biomathématiques de D'Arcy Wentworth Thompson), ainsi que le concept mathématico-logique associé de groupe de transformation  (ou ensemble des transformations observables) : « La notion de transformation est inhérente à l’analyse structurale. Je dirais même que toutes les erreurs, tous les abus commis sur ou avec la notion de structure proviennent du fait que leurs auteurs n’ont pas compris qu’il est impossible de la concevoir séparée de la notion de transformation. La structure ne se réduit pas au système, ensemble constitué d’éléments et de relations qui les unissent. Pour qu’on puisse parler de structure, il faut qu’entre les éléments et les relations de plusieurs ensembles apparaissent des rapports invariants, tels qu’on puisse passer d’un ensemble à un autre au moyen d’une transformation. »
Ainsi, l’ensemble des configurations possibles du système atomique empiriquement constatées dans la nature, décrite par Mendeleiev dans son célèbre tableau périodique des éléments, est une des applications dans les sciences naturelles du principe de transformation ; Lévi-Strauss y fait référence à propos de la linguistique structurale dans l’article Langage et Société de 1951, puis en 1955 dans Tristes Tropiques, avec sa définition citée plus haut. Ce qui est transformé d’un atome à l’autre est le nombre Z de protons, ou d’un isotope à l’autre le nombre N de neutrons, tandis que la structure atomique définit ce qui entre deux atomes ou deux isotopes ne varie jamais : la présence de nucléons regroupés par une interaction (la liaison nucléaire) forte au sein d’un noyau, autour duquel gravitent des électrons. Les relations au sein de la structure comptent donc largement autant que les éléments eux-mêmes.
De même, deux variantes d’un mythe constatées chez deux tribus indiennes proches sont potentiellement explicables par une transformation (dans l’espace) autour d’une même structure du mythe ; ou encore, un changement du système de parenté constaté au sein d’une même société entre deux époques peut trouver son origine dans une transformation (dans le temps) du système autour de la même structure familiale que Lévi-Strauss définit classiquement comme l’atome de parenté, par analogie avec la physique.

### Structure et forme
Cette dialogique permanente entre structure et conjoncture différencie nettement Lévi-Strauss de la conception de la structure dans les  disciplines du langage (linguistique, théorie de la littérature, sémiologie, sémiotique, psychanalyse lacanienne). Fortement marquées par la filiation saussurienne et formaliste (Propp et les formalistes Russes), ces disciplines identifient la structure à un contenant immanent (la « forme » invariable, souvent dite « signifiant »), qu’elles dissocient clairement du contenu (le « signifié », dépendant de l’individu donc variable), prolongeant ainsi la « coupure saussurienne » entre « signifiant » et « signifié », et entre langage et parole : « L’analyse structurale dont se réclament indûment certains critiques et historiens de la littérature consiste, au contraire, à rechercher derrière des formes variables des contenus récurrents. On voit ainsi, déjà, apparaître un double malentendu : sur le rapport du fond et de la forme, et sur la relation entre des notions aussi distinctes que celles de récurrence et d’invariance, la première encore ouverte à la contingence alors que la seconde se réclame de la nécessité. »
Cette différenciation, fondamentale dans l'anthropologie structurale, entre structure et forme a été particulièrement détaillée par Lévi-Strauss dans un article de 1960, La structure et la forme (repris en 1973 dans Anthropologie structurale deux), à propos d'un article de 1928 du formaliste Russe Vladimir Propp (édité en français en 1960 sous le titre Morphologie du conte) : « Propp fait deux parts dans la littérature orale: une forme qui constitue l'aspect essentiel parce qu'elle se prête à l'étude morphologique, et un contenu arbitraire auquel, pour cette raison, il n'accorde qu'une importance accessoire. [Cela] résume toute la différence entre structuralisme et formalisme. [...] La position formaliste [...] est condamnée à rester à un tel niveau d'abstraction qu'elle ne signifie plus rien, et qu'elle n'a, pas davantage, de valeur heuristique. Le formalisme anéantit son objet. »

### Structure et histoire
Dès qu’elle va connaître la notoriété, la méthode structurale va logiquement se trouver en tension avec les disciplines et théories ayant pour objet d’étude de la part variable des phénomènes, au premier rang desquelles l’histoire, qui étudie la dimension temporelle du variable. À mesure que le structuralisme dépasse l’anthropologie, se médiatise et se radicalise dans le formalisme, c’est-à-dire dans une perception exclusivement invariante de tout phénomène, il s’oppose de plus en plus fortement aux changements de la réalité dans le temps jusqu’à se considérer vis-à-vis de l’histoire comme « antinomique, comme la mariage du feu et de l’eau ».
Explorant le champ intellectuel de l’invariant relativement méconnu à l’époque dans les sciences sociales, Lévi-Strauss se trouve donc très tôt amené à analyser sur le plan méthodologique le travail des historiens, et le rapport entre les filiations intellectuelles et habitudes de travail des différentes disciplines qu’il aborde (sociologie, ethnologie, ethnographie et histoire, principalement). Il consacre dès la fin des années 1940 de nombreux textes et articles à cette méthodologie comparative : Histoire et ethnologie, en 1949 (chap.I de Anthropologie structurale), Place de l’anthropologie dans les sciences sociales et problèmes posés par son enseignement, en 1954 (chap.XVII de Anthropologie Structurale), Le champ de l’anthropologie, leçon inaugurale de la chaire d’anthropologie sociale faite au Collège de France en 1960 (Chap.I de Anthropologie Structurale deux), La Pensée sauvage en 1962 (avec un chapitre Histoire et dialectique), Critères scientifiques dans les disciplines sociales et humaines, en 1964 (chap.XVI de Anthropologie Structurale deux). Le dernier de ces textes sur les frontières et divergences disciplinaires sera, en 1983, un discours prononcé dans le cadre des conférences Marc Bloch de l'EHESS (puis publié dans les Annales) sous le même titre, Histoire et ethnologie, que l'article de 1949.
La posture analytique et critique de Lévi-Strauss vis-à-vis de l’histoire, originale pour l’époque, particulièrement dans le contexte anti-historicisant de la fièvre structuraliste des années 1960, a été à l’origine de nombreux malentendus entre Lévi-Strauss et ses lecteurs. Là où l’anthropologue rejette les postures purement narratives, évolutionnistes ou diffusionnistes de la discipline historique, et pose le débat en termes de synchronie/diachronie, structure/événement et continuité/discontinuité, faisant dialoguer l'histoire (le variable) et la structure (l'invariant), ses détracteurs ont souvent vu un rejet en bloc de l’histoire et de toute notion de variabilité, de contingence. Lévi-Strauss, non sans quelques formules provocantes (« L'histoire mène à tout, mais à condition d'en sortir »), répondra régulièrement à ses critiques sur son attachement à l'histoire :

« On nous a parfois reproché d’être fermé à l’histoire et de lui faire une place négligeable dans nos travaux. Nous ne la pratiquons guère, mais nous tenons à lui réserver ses droits. Nous croyons seulement que dans cette période de formation où se trouve l’anthropologie sociale, rien ne serait plus dangereux qu’un éclectisme brouillon, qui chercherait à donner l’illusion d’une science achevée en confondant les tâches et en mélangeant les programmes »

— (Leçon inaugurale au Collège de France, 1960).

« C'est donc aux rapports entre l'histoire et l'ethnologie au sens strict, que se ramène le débat. Nous nous proposons de montrer que la différence fondamentale entre les deux n’est ni d’objet, ni de but, ni de méthode ; […] elles se distinguent surtout par le choix de perspectives complémentaires : l’histoire organisant ses données par rapport aux expressions conscientes, l’ethnologie par rapport aux conditions inconscientes, de la vie sociale »

— (Histoire et ethnologie, 1949).
Lévi-Strauss considère comme rôle et fonction fondamentaux de l’anthropologie l’analyse du temps présent (synchronique) d’une société, ce qui n’est donc pas un rejet en soi de la dimension diachronique (historique) mais relève d’une posture méthodologique soigneusement élaborée. Dans ce projet, aucune information (géographique, zoologique, biologique, climatique… aussi bien qu’historique) n’est à négliger, et Lévi-Strauss s’intéressera de près à de très nombreuses disciplines scientifiques, mais ces informations interviennent par choix de méthode à une étape secondaire du raisonnement, comme vérification des hypothèses et garantie de fiabilité : « Pour toute forme de pensée et d’activité humaine, on ne peut poser des questions de nature et d’origine avant d’avoir identifié et analysé les phénomènes […]. Il est impossible de discuter sur un objet, de reconstituer l’histoire qui lui a donné naissance, sans savoir d’abord ce qu’il est ; autrement dit, sans avoir épuisé l’inventaire de ses déterminations internes. » Appliquant cette théorisation aux systèmes de parenté et aux mythes, Lévi-Strauss propose une explication des changements de configuration dans ces systèmes en rupture radicale avec l’évolutionnisme, le fonctionnalisme ou le diffusionnisme : rien ne sert selon lui de reconstituer une généalogie et de chercher des origines, comme le fait l’histoire cumulative (téléologique), avec un biais d’auto-légitimation de l’historien considérant sa propre société comme « évoluée » et les précédentes « primitives ». Critiquant le lien entre savoir historique et idéologie historiciste, l’anthropologie structurale considère la société comme un système doté d’une structure (sa partie invariante, son « ADN »), et chaque modification de ce système, dans l’espace aussi bien que dans le temps, comme un changement de conformation (réarrangement) de sa structure sous la pression d’événements extérieurs. Ce principe théorique, que Lévi-Strauss appelle transformation (voir plus haut), illustre les relations permanentes que le système social entretient avec son environnement, et la notion liée de stabilité (ou auto-adaptation) du système social, proche de ce que la systémique appelle homéostasie : « Si une donnée se maintient à travers de multiples époques, résiste à de nombreuses transformations, c’est que cette donnée a une raison d’être qui est à chaque fois actuelle et qui est donc autre que la simple transmission. Cette cohérence, à chaque moment ou période, appelons-la « structure ». On pourrait donc dire que non seulement elle résiste à l’événement (entendu comme ce qui varie) mais bien mieux : elle est ce qui le suscite puisque c’est parce qu’elle résiste qu’il y a une continuité, c’est-à-dire qu’il y a une classe homogène d’événements dans la durée. » Concernant des traits communs de parenté, d’art ou de mythologie retrouvés dans des populations d'aires géographiques très éloignées, là où le diffusionnisme fait l'hypothèse d’anciens mouvements de populations, Lévi-Strauss propose d'envisager l'apparition de configurations identiques des structures de l’esprit humain en société sous l’effet de conditions matérielles identiques (économiques, climatiques, géographiques, démographiques, etc).
Les rapports de Lévi-Strauss à la discipline historique, à côté de leur indéniables aspects scientifiques et méthodologiques, n’ont pas cependant été exempts de considérations institutionnelles et d’ambitions universitaires. Même avec les historiens des Annales, pourtant partisans de l’histoire de la longue durée et très proches des visées scientifiques de l’anthropologie structurale, Lévi-Strauss s’est trouvé en compétition pour l’hégémonie intellectuelle et la tenue des chaires d’enseignement : « en 1960, l’histoire et l’ethnologie, qui se sont tant rapprochées, étaient, si j’ose dire, en concurrence pour capter l’attention du public ».